# Doug MacLeod (Musiker)

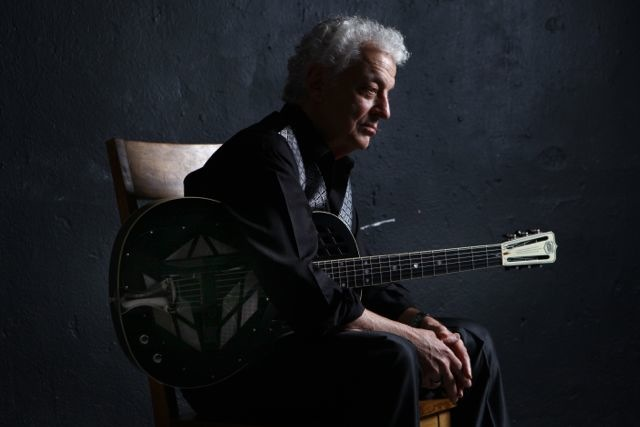
Doug MacLeod

Doug MacLeod (* 1946 in New York City, USA) ist ein US-amerikanischer Bluessänger, Gitarrist und Songschreiber. Er lebt heute in Kalifornien.

## Leben
MacLeod absolvierte die Berklee School of Music, spielte anschließend Jazz und die Bluesgitarre im Musical Grease. Auf Blues konzentrierte sich Doug MacLeod erst später. Inspiriert wurde er von dem Sänger und Bluesharpspieler Shakey Jake Harris (1921–1990). Ende der 1970er zog er in die Nähe von Los Angeles und begann seine Karriere als Bluesmusiker. Dort spielte er neben bekannten Bluesmusiker wie Pee Wee Crayton, Lowell Fulson, Big Mama Thornton, Eddie „Cleanhead“ Vinson und Big Joe Turner. In den 1980ern gründete er eine eigene Band, es erschienen die ersten Veröffentlichungen.
Im Jahre 1994 widmete er sich der akustischen Spielweise, wofür er mehrere Male für die W.C.Handy Awards nominiert wurde.
Auf seinen Touren tritt er auch in Europa auf. Dort gehört neben seiner Musik auch eine Passage mit kleinen Anekdoten und Alltagsweisheiten zum Programm, da er für die US-amerikanischen Blues Revue monatlich eine Geschichte als Geschichtenerzähler schreibt.
In den Jahren von 1992 bis 1994 war MacLeod Radiomoderator und moderierte die The-Blues-Highway-Radioshow, die auf EuroJazz ausgestrahlt wurde. Von 1999 bis 2004 war er Gastgeber von Nothin' But The Blues, einer Bluesshow im Wochenendprogramm von KLON-KKJZ in Los Angeles. Außerdem war Doug MacLeod die Stimme für The Blues Showcase von Continental Airlines.
Heute hat MacLeod zwölf Studioalben, Liveaufnahmen und zwei DVDs veröffentlicht, sowie rund 350 Kompositionen, die von verschiedenen Musikern gecovert wurden. Zudem schrieb er die Filmmusik zu In der Hitze der Nacht.

## Diskografie
- 1984: No Road Back Home
- 1986: Woman In The Street
- 1987: 54th And Vermont
- 1991: A’int The Blues Evil
- 1994: Come To Find
- 1996: You Can’t Take My Blues
- 1997: Unmarked Road
- 2000: Whose Truth, Whose Lies
- 2002: A Little Sin
- 2004: Dog House
- 2004: Dubb
- 2006: Where I Been
- 2006: 101 Blues Guitar Essentials (DVD)
- 2007: The Blues In Me (Live in Concert)
- 2008: The Utrecht Sessions
- 2011: Brand New Eyes
- 2013: There's A Time
- 2015: Exactly Like This

## Auszeichnungen
- 1997: den Golden Note Award for Best Original Recording für sein Album You Can’t Take My Blues Away
- 2002: vom Bürgermeister von Los Angeles für seinen Beitrag und seine Bemühungen, die Kultur der Stadt zu fördern